# Tramways de Roubaix et de Tourcoing (compagnie nouvelle)
Ne doit pas être confondu avec Tramways de Roubaix et de Tourcoing (compagnie).
La compagnie nouvelle des Tramways de Roubaix et de Tourcoing (TRT), est une ancienne entreprise de transports en commun créée en 1894 par la Compagnie française des voies ferrées économiques (VFE) de Léon Francq. Elle reprend l'exploitation du tramway de Roubaix Tourcoing comprenant dix lignes à traction hippomobile confiée à un syndicat public à la suite de la faillite de l'ancienne compagnie des Tramways de Roubaix et de Tourcoing (TRT) en 1882 et va le convertir à voie métrique et l'électrifier.
Elle est rachetée par l'Électrique Lille Roubaix Tourcoing (ELRT) en 1922.

## Sources

#### Monographies
- René Courant, Le Temps des tramways, Menton, édition du Cabri, 1982, 192 p.  (ISBN 978-2-903310-22-6), (LCCN 82241404)
- Claude Gay (préf. Alain Decaux), Au fil des trams, association Amitram, 1971 (1re éd. 1971), 383 p., p. 149-174.